# Préon
Ne doit pas être confondu avec Prion.
 (juin 2023).
Si vous disposez d'ouvrages ou d'articles de référence ou si vous connaissez des sites web de qualité traitant du thème abordé ici, merci de compléter l'article en donnant les références utiles à sa vérifiabilité et en les liant à la section « Notes et références ».
En physique des particules, les préons sont des sous-composants hypothétiques des quarks et des leptons, assimilables à des particules ponctuelles. 
Le concept a été formulé par Jogesh Pati (en) et Abdus Salam en 1974. L'intérêt pour les modèles à préons a culminé dans les années 1980, puis il a décru lorsque le modèle standard de la physique des particules s'est imposé et qu'aucune preuve expérimentale directe n'a permis de mettre en évidence les préons ni de réfuter le caractère ponctuel des leptons et des quarks. 
Dans la physique des hadrons, quelques questions restent cependant ouvertes et génèrent des effets considérés comme des anomalies dans le modèle standard, par exemple :
- le casse-tête du spin du proton (en) ;
- l’effet EMC (en)[2] découvert dans les années 1980 au CERN ;
- les distributions de charges électriques à l’intérieur des nucléons, mises en évidence par Hofstadter en 1956 ;
- les éléments ad hoc de la matrice CKM.

## Historique
Avant que le modèle standard ne soit développé, dans les années 1970 (les éléments clés du modèle standard connus sous le nom « quarks » ont été proposés par Murray Gell-Mann et George Zweig en 1964), les physiciens ont observé des centaines de différentes sortes de particules dans les accélérateurs de particules. Ils les ont groupées, identifiées, nommées et classées en fonction de leurs caractéristiques, un peu à la manière de la taxinomie qui a pour objet de décrire les organismes vivants. C'est donc sans surprise que ce grand nombre de particules fut désigné par les physiciens comme le "bestiaire des particules". 
Le modèle qui prévaut actuellement comme modèle standard de la physique décrit de façon spectaculairement simplifiée cette image en montrant que la plupart des particules observées sont des mésons, identifiés comme des combinaisons de deux quarks, ou des baryons, combinaisons de trois quarks, plus une poignée d'autres particules. Ces particules, mésons et baryons, qui sont observées dans les accélérateurs de plus en plus puissants ne seraient généralement, d'après la théorie, rien d'autre que des combinaisons de quarks.
Au sein du modèle standard, il existe plusieurs sortes différentes de particules. L'une d'elles, les quarks, sont classées en six types différents, et il existe trois variétés dans chaque type (avec une "charge de couleur" : rouge, vert et bleu, prises en compte par la chromodynamique quantique, sans omettre le cas des anti-quarks, qui sont leurs antiparticules, et à qui on attribue une charge d'anti-couleur).  
Il existe en outre six différentes sortes de ce qu'on appelle les leptons. Parmi ces six leptons, il y a trois particules chargées : l'électron, le muon et le tauon. Les neutrinos sont les trois autres leptons, et pour chaque neutrino il y a une particule correspondante dans l'autre jeu de trois leptons. Dans le modèle standard, il existe également des bosons : les photons, les bosons Z0, W+ et W−, les huit gluons et le boson de Higgs, plus potentiellement le graviton. Presque toutes ces particules viennent en versions « gauchère » ou « droitière » (voir chiralité). Les quarks, les leptons et les bosons W ont tous une antiparticule, avec une charge électrique opposée. 
Le modèle standard comprend également un certain nombre de problèmes, qui n'ont pas été entièrement résolus. En particulier, aucune théorie réussie de la gravitation n'a encore été établie dans le cadre de la physique des particules. Bien que le modèle standard suppose l'existence d'un graviton, toutes les tentatives pour produire une théorie cohérente sur cette particule ont échoué. En outre, la masse reste un mystère dans le Modèle Standard. Kalman  rappelle que, selon le concept de l'atomisme, les éléments fondamentaux de la nature sont des "briques invisibles et indivisibles" de la matière, qui ne peuvent être produits, et sont indestructibles. Or les quarks ne sont pas indestructibles : certains peuvent se désintégrer (en d'autres quarks). On peut ainsi estimer que les quarks "devraient" être composés d'entités plus élémentaires, qu'on peut nommer "les préons". Bien que les masses de toutes les particules successivement découvertes suivent un certain canevas, la prédiction de la valeur de la masse au repos de la plupart des particules ne peut pas être précisément établie, à l'exception toutefois des masses de presque tous les baryons, qui sont très bien décrits par le modèle de de Souza. Le boson de Higgs peut expliquer comment les particules acquièrent une masse inertielle, mais il ne permet pas de préciser leurs masses au repos. 
Le modèle standard pose également des problèmes pour la prédiction de la structure à grande échelle de l'univers. Il prévoit généralement par exemple des quantités égales de matière et d'antimatière dans l'univers, ce qui ne semble visiblement pas être le cas. Un certain nombre de tentatives ont été faites pour « réparer » ce travers, par une variété de mécanismes, mais à ce jour aucun n'a obtenu de large soutien. De même, l'adoption du modèle de base suggère la possibilité de la désintégration du proton, or elle n'a pas été observée. 
Le modèle de préon a ainsi attiré relativement peu d'intérêt à ce jour parmi la communauté de la physique des particules.

## Motivation
La recherche d'une théorie du préon est motivée par le souhait d'arriver, par exemple, à réduire le grand nombre de types de particules, dont certaines ne diffèrent que par la charge par exemple, à un petit nombre de particules qui seraient "plus élémentaires" 
L'électron et le positron par exemple sont identiques, sauf pour la charge, et la recherche du préon est motivée en expliquant que les électrons et les positrons sont composés de préons similaires avec la différence pertinente représentant la charge.
L'espoir est de reproduire la stratégie réductionniste mise en œuvre pour élaborer le tableau périodique des éléments, afin :
- d'expliquer les trois générations de fermions ;
- de calculer les paramètres qui sont actuellement inexpliqués par le modèle standard, tels que les masses des particules, les charges électriques et les charges de couleur, et réduire le nombre de paramètres d'entrée expérimentaux rendus nécessaires par le modèle standard ;
- de motiver les très grandes différences « énergie/masses » observées dans les particules supposées élémentaires comme l'électron, le neutrino et le quark top ;
- de fournir des explications alternatives sur la brisure de symétrie électrofaible sans faire intervenir un champ de Higgs, qui à son tour peut avoir besoin d'une supersymétrie pour corriger les problèmes théoriques qui se posent avec le champ de Higgs. Supersymétrie elle-même sujette a des problèmes théoriques ;
- de tenir compte de l'oscillation de neutrinos et de leur masse ;
- de faire de nouvelles prédictions non triviales, comme de fournir des candidats possibles pour constituer la matière noire ;
- d'expliquer la raison pour laquelle il n'existe que la variété observée pour les espèces de particules et pour ne reproduire que ces particules observées, et rien d'autre (depuis la prédiction de particules non observées, cela reste l'un des principaux problèmes théoriques, comme avec la supersymétrie).

## Histoire
Un certain nombre de physiciens ont tenté d'élaborer une théorie « pré-quarks » (d'où le nom de préon dérive) dans un effort pour justifier théoriquement les nombreuses parties du modèle standard qui ne sont connues que par des données expérimentales et ne sont pas expliquées. 
Divers noms ont été envisagés pour désigner ces particules élémentaires (ou particules intermédiaires entre les particules fondamentales et celles observées dans le modèle standard) :  « préquarks » (prequarks), « sous-quarks » (subquarks), « maons », « alphons », « quinks », « rishons », « tweedles », « helons », « haplons », « Y-particules » et « primons » ; c'est finalement l'appellation « préon » qui a obtenu l'adhésion de la communauté des physiciens. 
Les efforts pour développer une telle structure élémentaire sous-jacente datent au moins de 1974, à partir d'une publication de Jogesh Pati (en) et Abdus Salam dans Physical Review, suivie de trois publications en 1977 par Terazawa, Chikashige et Akama et, de façon similaire mais indépendante en 1979, des articles écrits par Neeman, Harari et Shupe, puis un article de 1981 par Fritzsch et Mandelbaum et un livre édité en 1992 par de Souza et Kalman. Aucune de ces publications n'a acquis de soutien manifeste dans le monde de la physique. Cependant, dans un ouvrage récent , de Souza a montré que son modèle décrit bien toutes les désintégrations faibles des hadrons selon les règles de sélection dictées par un nombre quantique dérivé de son modèle « de constitution des particules ». Dans son modèle, les leptons sont des particules élémentaires et chaque quark est composé de deux primons, et donc tous les quarks sont décrits par l'interaction de quatre primons. Chaque masse de quark est dérivée de l'interaction de chaque paire de primons au moyen de trois bosons de Higgs. Dans sa conférence d'ouverture du prix Nobel de 1989, Hans Dehmelt décrit une particule élémentaire comme la plus fondamentale, avec des propriétés définissables, qu'il a baptisée « cosmon » et apparaissant comme le résultat final probable d'une longue chaîne, mais finie, de particules de plus en plus élémentaires. 
Chacun des modèles à base de préons postule l'existence d'un ensemble de quelques particules élémentaires plutôt que celles, plus nombreuses, du modèle standard, ainsi que des règles régissant la façon dont ces particules fonctionnent. Sur la base de ces règles, les modèles de préon tentent d'expliquer le modèle standard, prédisant souvent de petites différences avec ce modèle et générant de nouvelles particules accompagnées de certains phénomènes qui n'appartiennent pas au modèle standard. Le modèle Rishon illustre certains efforts typiques dans le domaine. 
Beaucoup de modèles à base de préons théorisent que le déséquilibre apparent entre matière et antimatière dans l'univers est en fait illusoire, avec de grandes quantités d'antimatière de niveau préon confinées dans des structures plus complexes. 
De nombreux modèles à base de préons soit ne tiennent pas compte du boson de Higgs, soit le bottent en touche, et avancent l'idée que la symétrie électrofaible est brisée non pas par un champ scalaire de Higgs mais par des préons composites. Par exemple, le modèle de Fredriksson n'a pas besoin de bosons de Higgs et explique la rupture électro-faible par un réarrangement de préons plutôt que par la médiation d'un champ de Higgs. En fait, le modèle de Fredriksson et le modèle de de Souza prédisent que le boson de Higgs du Modèle Standard n'existe pas. Nous savons maintenant que si... 
Lorsque le terme « préon » a été inventé, c'était principalement dans le but d'expliciter les deux familles de fermions de spin 1/2 : les leptons et les quarks. Dans les théories plus récentes, les préons sont représentés par des bosons de spin 1 et sont toujours appelés « préons ».

## Le paradoxe de la masse
L'idée d'une théorie du préon a débuté par un document interne au « Collider Detector à Fermilab » (CDF), vers 1994. L'article a été rédigé après qu'un excès inattendu et inexplicable de jets d'énergies supérieures à 200 GeV ait été détecté pendant la période allant de 1992 à 1993. Cependant, les expériences de diffusion ont montré que les quarks et leptons sont « ponctuels » jusqu'à des échelles de distance de moins de 10−18 m (ou 1/1000 du diamètre du proton). L'incertitude de la dynamique d'un préon (quelle que soit la masse) limitée à un puits de cette taille est d'environ 200 GeV/c2, 50 000 fois plus grand que la masse au repos d'un quark up et 400 000 fois plus grande que la masse au repos d'un électron. 
Le principe d'incertitude de Heisenberg énonce que {\displaystyle \Delta x\,\Delta p\geq {\tfrac {1}{2}}\hbar }, ce qui entraîne qu'une particule, quelle qu'elle soit, confinée dans un puits plus petit que {\displaystyle \Delta x}, aurait une incertitude dynamique proportionnellement plus grande. Ainsi, la théorie du préon propose des particules plus petites que les particules élémentaires qu'ils constituent, entraînant de ce fait une incertitude dynamique {\displaystyle \Delta p} beaucoup plus grande que les particules elles-mêmes. La théorie du préon présente donc un paradoxe de masse : comment des quarks ou des électrons pourraient-ils être constitués de petites particules qui auraient de nombreux ordres supérieurs de grandeur de masses-énergies découlant de leur énorme incertitude dynamique ? Ce paradoxe serait résolu en postulant une grande force de liaison entre préons annulant leurs masses-énergies, ce qui reste à démontrer.

## Le modèle du préon et la gravitation quantique à boucles
En 2005, un article d'un physicien australien présentait un modèle de préons composites. Un préon y serait assimilable à un ruban et les différentes sortes de préons correspondraient à ces rubans entortillés à droite, à gauche ou pas entortillés du tout. Dans ce modèle, trois préons pourraient être tressés ensemble et les différentes combinaisons possibles correspondraient justement aux diverses particules du modèle standard. La prise en compte de cette idée dans la théorie de la gravitation quantique à boucle fait apparaître que les différentes manières de composer et d'associer les extrémités des graphes dans l'espace-temps quantique ne seraient rien d'autre que les diverses particules élémentaires. Les travaux réalisés par Lee Smolin, Sundance Bilson-Thompson (en) et Fotini Markopoulou (en) ont abouti à la découverte d'un modèle de préons décrivant le plus simple des états des particules dans une classe de théories de la gravitation quantique à boucles.